# أنغا تشونغ
أنغا تشونغ (بالإنجليزية: Anja Chong)‏ هي متزلجة على مسار قصير سنغافورية، ولدت في 10 مارس 1994 في سنغافورة.

## وصلات خارجية
- أنغا تشونغ على موقع الاتحاد الدولي للتزلج (الإنجليزية)